# Långtjärnarna (Arvidsjaurs socken, Lappland)
Långtjärnarna är en sjö i Arvidsjaurs kommun i Lappland och ingår i Byskeälvens huvudavrinningsområde.